# Abell 401
Abell 401 è un ammasso di galassie situato prospetticamente nella costellazione dell'Ariete alla distanza di 907 milioni di anni luce dalla Terra (light travel time). È inserito nell'omonimo catalogo compilato da George Abell nel 1958. È un ammasso del tipo I secondo la classificazione di Bautz-Morgan. Fa parte del superammasso di galassie SCl 45.
Immagini riprese dal satellite Planck hanno evidenziato la presenza un ponte di gas ad alta temperatura (circa 80 milioni di kelvin) che unisce Abell 399 a un altro ammasso di galassie, Abell 399, che si estende per circa 10 milioni di anni luce.
UGC 2450 è la galassia più luminosa di Abell 401.

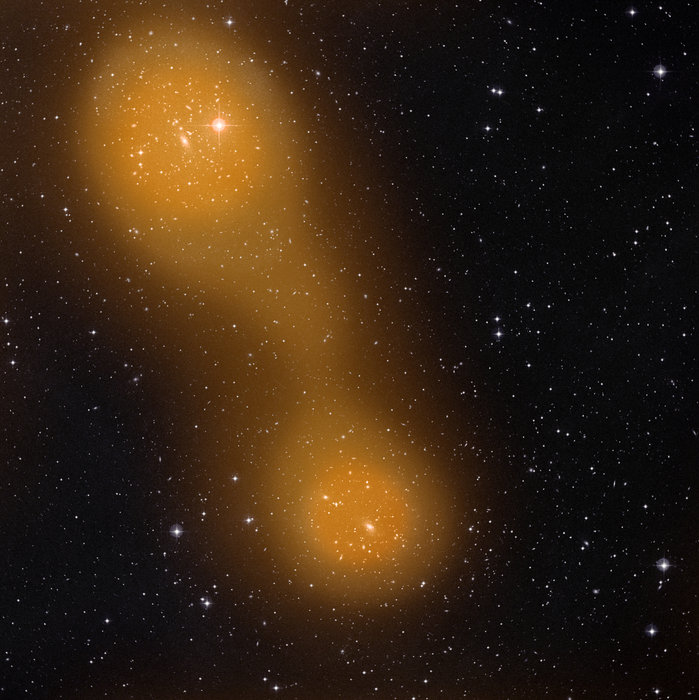
Planck has discovered a bridge of hot gas that connects galaxy clusters Abell 399 (lower centre) and Abell 401 (top left).